# كاماريون (كورينثيا)

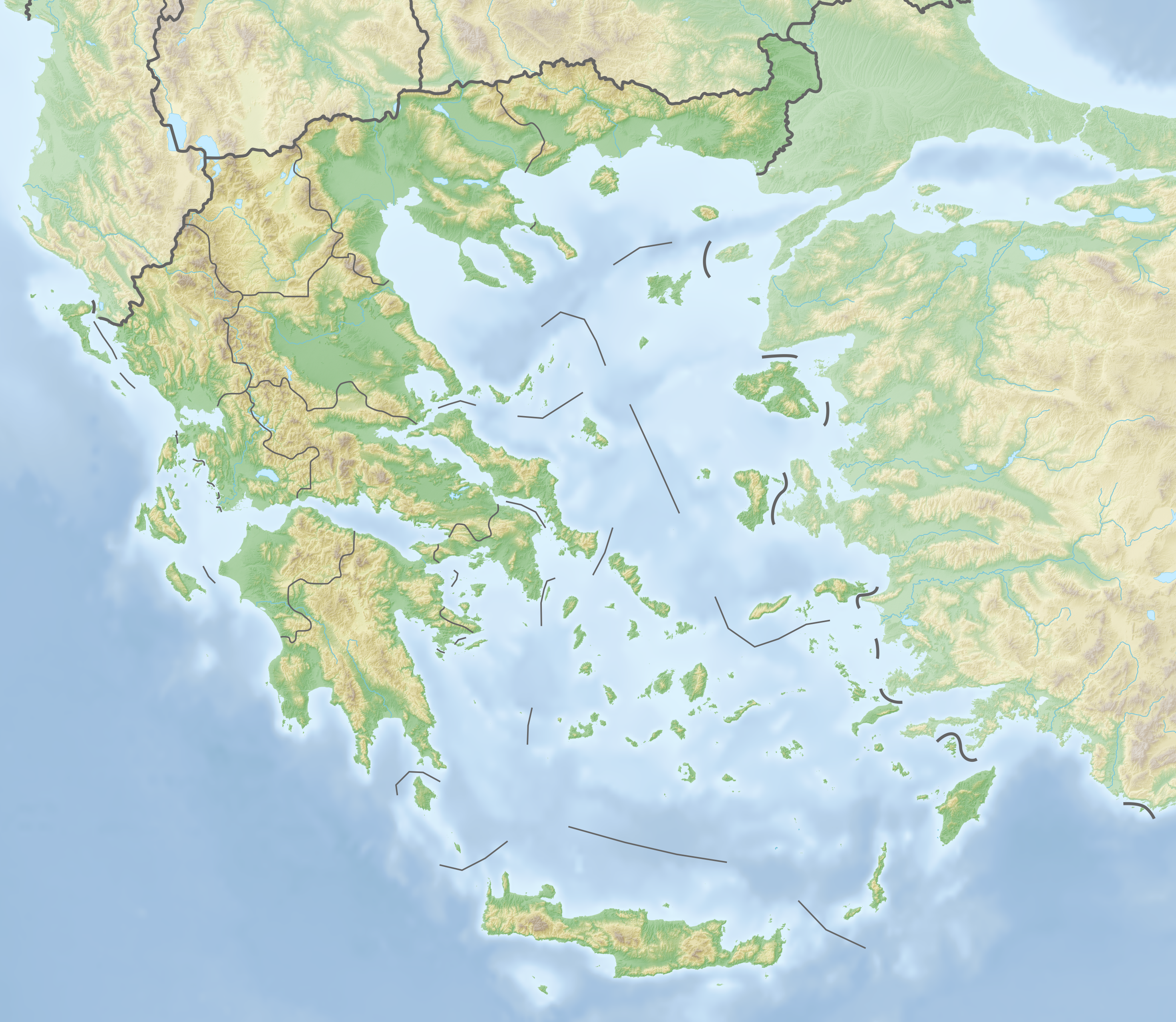

كاماريون (Καμάριον) هي مدينة في كورينثيا في مقاطعة كينتريكي إلادا في اليونان.
يبلغ عدد سكانها حوالي 1053 نسمة.